# Clastoptera picturata
Clastoptera picturata är en insektsart som beskrevs av Carl Stål 1862. Clastoptera picturata ingår i släktet Clastoptera och familjen Clastopteridae. Inga underarter finns listade i Catalogue of Life.